# Каунире
Каунире (исп. Quebrada Caunire, также известная под названием Кебрада-де-ла-Конкордия, исп. Quebrada de la Concordia) — пересыхающая река, протекающая на юге Перу, в провинции Такна одноимённого региона, и на севере Чили, в провинции Арика области Арика-и-Паринакота.
Площадь водосборного бассейна составляет 772 км², из которых 631 км² находится на чилийской территории, с севера она граничит с бассейном пересыхающей реки Эскритос, с юга — с бассейном Льюты.
Начинается на западных склонах Анд на склоне гор Сьерра-де-Уайлильяс, между вершинами Серро-Лампальярес (4250 м) и Альтос-да-Пукиос (3750 м), течёт в юго-западном направлении в засушливой пустынной зоне Атакама.
Имеет два основных притока, также пересыхающие, правый, впадающий в 15 км от устья, длиной 48 км и Кебрада-де-Гальинасос (левый, впадает в 22 км от устья, длина — 46 км). В некоторых источниках считается, что нижнее течение принадлежит Кебраде-де-Гальинасос.